# قلاب‌دهان آرژانتینی
قلاب‌دهان آرژانتینی(نام علمی: Merluccius hubbsi) نام یک گونه از سرده قلاب‌دهان است.